# ألم النهايات
ألم النهايات أو الأكرودينيا (بالإنجليزية: Acrodynia) هي حالة مرضية تتميز بألم وتغير في لون نهايات الأطراف (اليدين والقدمين) إلى اللون الوردي الغامق. الأطفال الذين يتعرضون بشكل دائم للمعادن الثقيلة لا سيما الزئبق، هم في الغالب الأكثر عرضة لهذه الحالة.
كلمة أكرودينيا (ألم النهايات) هي مشتقة في الأصل من اليونانية، حيث تنقسم إلى شقين ακρος التي تعني النهاية أو الطرف وοδυνη التي تعني الألم. وعلى هذا النحو، يمكن أن يستخدم المصطلح (بشكل خاطئ) للإشارة إلى أن المريض يعاني من ألم في اليدين أو القدمين. مع ذلك فالأكرودينيا هو مرض وليس من الأعراض. تعرف هذه الحالة أيضا بعدد كبير من الأسماء الأخرى على غرار : داء الاحمرار، واعتلال الأعصاب المحمر، وداء بيلدربيك، وداء سيلتر، وداء سويفت فير.

## الأعراض
إلى جانب اعتلال الأعصاب المحيطية (الذي يظهر على شكل إحساس بالخدران أو الحكة أو الحرق أو الألم) وتغير اللون، قد يحدث أيضا تورم (وذمة) وتوسف في مكان الألم.
بما أن الزئبق يعمل على حجب وإيقاف مسار تحلل الكاتيكولامينات، فإن الإبينيفرين الزائد يسبب التعرق الغزير، وتسرع القلب، بالإضافة إلى كثرة اللعاب وارتفاع ضغط الدم.
قد يظهر لدى الأطفال المصابين أعراض أخرى من قبيل الخدود الحمراء والأنف والشفتين الحمراوين (الحمامى) وفقدان الشعر والأسنان والأظافر بالإضافة إلى الطفح الجلدي العابر ونقص التوتر ورهاب الضوء. قد تشمل الأعراض الأخرى خللا في وظائف الكلى (متلازمة فانكوني على سبيل المثال) أو أعراض عصبية نفسية أخرى (مثل التقلب العاطفي، ضعف الذاكرة، أو الأرق).
وهكذا، قد يشبه مرض ألم النهايات في أعراضه السريرية كلا كن ورم القواتم أو داء كاواساكي.
هناك بعض الأدلة على أن نفس حالة هذا التسمم بالزئبق قد يجعل المريض عرضة للإصابة بمتلازمة يونغ (الرجال المصابون يعانون من توسع القصبات وانخفاض عدد الحيوانات المنوية).

## المسببات
التسمم بالزئبق نتيجة التعرض المباشر لمعدن الزئبق أو لمركباته المختلفة على غرار الكالوميل هو السبب الأول للإصابة بحالة ألم النهايات. حيث أنه وطوال سنوات القرن العشرين كان هذا التسمم هو السبب الرئيسي لهذا المرض.
تاريخيا، استخدمت مركبات الزئبق في مجموعة متنوعة من الأغراض الطبية: كملينات، مدرات البول، معقمات أو مضادات للميكروبات لمرض الزهري، التيفوس و الحمى
الصفراء. فكانت مساحيق التسنين مصدرا واسع الانتشار للتسمم بالزئبق إلى غاية التعرف على سمية الزئبق بحلول سنوات الأربعينيات.
مع ذلك، لا يزال كل من التسمم بالزئبق والأكرودينيا موجودين إلى غاية اليوم. حيث تشمل المصادر الحديثة للتسمم بالزئبق موازين الحرارة المعطلة.

## العلاج
يوفر التخلص من كل مصادر الزئبق السام وتعليق أي علاج قائم على الزئبق (مثل طاردات الديدان أو غلوبولين غاما أو الكريمات والمراهم التي تتوفر على الزئبق) أنجع طريقة لعلاج ألم النهايات.